# Theodore Yates
Theodore Yates (Rockingham, 28 februari 1995) is een Australisch wielrenner die anno 2018 rijdt voor Drapac EF p/b Cannondale Holistic Development Team.

## Carrière
In 2015 behaalde Yates zijn eerste profoverwinning door in de zesde etappe van de Ronde van Iran de massasprint te winnen, voor Angus Tobin en Vadim Galejev. Twee jaar later won hij de laatste etappe van de Ronde van Thailand door Jon Aberasturi en Ma Guangtong in de massasprint voor te blijven. In oktober 2017 won Yates zijn tweede etappe in de Ronde van Iran, ditmaal door Mohammad Ganjkhanlou en Marco Doets voor te blijven in de massasprint.

## Overwinningen
2015
6e etappe Ronde van Iran
2017
6e etappe Ronde van Thailand
6e etappe Ronde van Iran
2019
5e etappe New Zealand Cycle Classic

## Ploegen
- 2015 –  Navitas Satalyst Racing Team
- 2016 –  Attaque Team Gusto (vanaf 16-4)
- 2017 –  Drapac-Pat's Veg Holistic Development Team
- 2018 –  Drapac EF p/b Cannondale Holistic Development Team

Evans · Featonby · Kaesler · Katsonis · Kent-Spark · Monk · Morey · Pane · Ross · White · Yates
Bondarenko-Edwards · Burt · Featonby · Kaesler · Kent-Spark · Magennis · Monk · Pane · Smyth · Whelan · White · Yates